# North Kyme
North Kyme är en ort och civil parish i Storbritannien.   Den ligger i grevskapet Lincolnshire och riksdelen England, i den sydöstra delen av landet, 170 km norr om huvudstaden London. North Kyme ligger 9 meter över havet och antalet invånare är 456.
Terrängen runt North Kyme är mycket platt.Runt North Kyme är det ganska tätbefolkat, med 111 invånare per kvadratkilometer. Närmaste större samhälle är Boston, 19,5 km sydost om North Kyme. Trakten runt North Kyme består till största delen av jordbruksmark.